# Intel Core M
Pour les articles homonymes, voir Core et Intel Core.
Intel Core M est une gamme de processeurs Intel pour les ordinateurs portables. Lancée en 2014, avec des processeurs Haswell gravés en 14 nm, avec Hyper-threading et jouissant d'un processeur graphique Intel HD Graphics 5300.